# Bariumplatinacyanur
Bariumplatinacyanur, BaPt(CN)4 · 4H2O, är bariumsaltet av tetracyanoplatosyra och består av mörkt citrongula kristaller, som vid bestrålning med röntgenstrålar, katodstrålar eller radioaktiva strålar utsänder ett gulgrönt fluorescensljus.
Bariumplatinacyanur användes tidigare utstruket på pappskivor för att synliggöra röntgenstrålar bland annat vid röntgendiagnostik, varvid för röntgenstrålningen mindre genomträngliga partier av den genomlysta kroppen avtecknar sig som mörka skuggor på ljus botten.